# Mewati
Mewati és una llengua del grup de llengües indoiràniques de la família indoeuropea, parlada originalment a la regió de Mewat, Índia (Rajasthan nord-oriental i Haryana, i un grup al Rohilkhand) i modernament també al Pakistan. El parlen uns cinc milions de persones al Rajasthan i Haryana. És una de les quatre llengües principals del Rajasthan. El pobl que parla aquesta llengua són els meos però com que viuen principalment a la regió de Mewat s'anomena mewati a la llengua i generalment mewatis al poble (tot i que avui dia bona part del poble ja no viu a Mewat).
Té 9 vocals, 31 consonants, i 2 diftongs.